# Посестрими в занаята
Посестрими в занаята (на английски: Wyrd Sisters) е роман в жанр хумористично фентъзи. Книгата е шестата от поредицата на Тери Пратчет Светът на диска. Романът е издаден през 1988 г. и е вторият, в който участва Баба Вихронрав.
 Внимание:  Текстът по-долу разкрива сюжета на произведението (или части от него)!
Сюжетната линия не се отличава много от тази на „Макбет“ и включва като главни герои трите вещици Баба Вихронрав, Леля Ог, матриарх на великия род Ог и притежател на най-злата котка в света - Грибо, и Маграт Чеснова, младата вещица, която твърдо вярва в окултните предмети, въпреки че никой от тези предмети не действа.
Кралят на Ланкър е убит от братовчед си – Дука, и кралският син е оставен на грижите на трите вещици. Те се опитват да върнат престола на този, на когото се полага по право.